# Cava d'Ispica
Cava d'Ispica este o arie protejată (arie specială de conservare — SAC, sit de importanță comunitară — SCI) din Italia întinsă pe o suprafață de 947 ha, integral pe uscat.

## Localizare
Centrul sitului Cava d'Ispica este situat la coordonatele 36°48′38″N 14°52′34″E / 36.810462°N 14.876093°E.

## Înființare
Situl Cava d'Ispica a fost declarat sit de importanță comunitară în septembrie 1995 pentru a proteja 1 specie de plante și 6 specii de animale. Situl a fost protejat și ca arie specială de conservare în decembrie 2017.

## Biodiversitate
Situată în ecoregiunea mediteraneană, aria protejată conține 9 habitate naturale: Izvoare petrifiante cu formare de travertin (Cratoneurion), Pseudostepă cu ierburi și specii anuale de Thero-Brachypodietea, Galerii de Salix alba și de Populus alba, Păduri de Platanus orientalis și Liquidambar orientalis (Platanion orientalis), Galerii și tufărișuri riverane sudice (Nerio-Tamaricetea și Securinegion tinctoriae), Pante stâncoase calcaroase cu vegetație casmofită, Păduri de Quercus ilex și Quercus rotundifolia, Peșteri inaccesibile publicului, Tufărișuri termo-mediteraneene și de pre-deșert.
La baza desemnării sitului se află mai multe specii protejate:
- plante (1): Dianthus rupicola
- păsări (4): porumbel gulerat (Columba palumbus), Falco biarmicus, șoim călător (Falco peregrinus), turturică (Streptopelia turtur)
- reptile (2): țestoasă bănățeană (Testudo hermanni), elaphe situla (Zamenis situla)

Pe lângă speciile protejate, pe teritoriul sitului au mai fost identificate 16 specii de plante, 3 specii de păsări, 3 specii de amfibieni, 3 specii de mamifere, 15 specii de nevertebrate, 7 specii de reptile.